# Letov XLF-207 Laminar
De Letov XLF-207 Laminar is een Tsjechoslowaaks zweefvliegtuig gebouwd door Letov. De XLF-207 vloog voor het eerst in augustus 1951. De Laminar is een verdere ontwikkeling op de LF-107 Luňák. De Laminar is het eerste zweefvliegtuig ter wereld met een vleugelprofiel met een laminair stromingspatroon.